# Marysville (Kansas)
Marysville ist eine City im US-Bundesstaat Kansas und Verwaltungssitz des Marshall County. Das U.S. Census Bureau hat bei der Volkszählung 2020 eine Einwohnerzahl von 3447 ermittelt.

## Etymologie
Marysville wurde nach Mary Marshall, der Frau von Francis J. Marshall benannt. Er eröffnete hier am 11. November 1854 die erste Poststelle im Kansas-Territorium und installierte eine Fährverbindung über den Big Blue River, die bis 1864, dem Jahr an der an gleicher Stelle eine Brücke eröffnet wurde, in Betrieb war.

## Geschichte
Marysville lag am Oregon Trail sowie am Mormon Trail und war eine Station des Pony Express, die heute noch erhalten ist.

## Verkehr
Marysville liegt an der Kreuzung des U.S. Highway 36 (Pony Express Highway) mit dem U.S. Highway 77.

## Fauna
In Marysville gibt es eine isolierte Population einer dunklen Form des Grauhörnchens, weshalb Marysville auch Black Squirrel City genannt wird.

## Söhne und Töchter der Stadt
- Ralph Nelson Elliott (1871–1948), Finanzwissenschaftler
- Merrell Q. Sharpe (1888–1962), Politiker und Gouverneur von South Dakota
- Louis Thomas Hardin, genannt Moondog (1916–1999), Komponist und Musiker
- Michael McClure (1932–2020), Dichter, Schriftsteller und Dramatiker
- Kenneth W. Dam (1932–2022), Vizeaußenminister der USA von 1982 bis 1985
- Thomas James Olmsted (* 1947), Geistlicher und römisch-katholischer Bischof von Phoenix
- Kendra Wecker (* 1982), Basketballspielerin